# 91
- Рік темного металевого зайця за Шістдесятирічним циклом китайського календаря.

## Події
- Римські консули: Маній Ацилій Глабріон та Марк Ульпій Нерва Траян
- Пліній Молодший — народний трибун

## Померли
- Юлія Флавія — матрона часів ранньої Римської імперії.
- Корнелія Лентула — весталка Стародавнього Риму за часів останніх Юліїв-Клавдіїв та Флавіїв.